# Erik Spoelstra
Erik Jon Spoelstra (Evanston, 1970. november 1. –) amerikai kosárlabdázó és kosárlabdaedző, a Miami Heat edzője a National Basketball Associationben (NBA).
Kétszeres NBA-bajnok a Heattel, Fülöp-szigeteki származása következtében ő volt az első ázsiai-amerikai vezetőedző a négy nagy amerikai sportliga egyikében és az első, aki NBA-bajnok lett. A 21. század egyik legjobb edzőjének tekintik.
Spoelstra kosárlabdázott egyetemen a Portland Pilots színeiben, mielőtt Németországba költözött, ahol játékosedző volt két évig 1993 és 1995 között. 1997 és 2008 között a Heat asszisztens edzője és tehetségkutató szakosztályának igazgatója volt. Ebben az időszakban 2006-ban bajnok lett a Miami. A 2008–2009-es szezonban lett vezetőedző, amióta hatszor jutott a csapat az NBA döntőjébe, 2012-ben és 2013-ban is bajnokok lettek. Mindössze a nyolcadik edző lett a liga történetében, akit sorozatban két évben bajnok lett.

## Statisztika
| Csapat     | Szezon    | M    | Gy  | V   | Gy%  | Helyezés    | RM  | RGy | RV | RGy% | Eredmény                              |
| ---------- | --------- | ---- | --- | --- | ---- | ----------- | --- | --- | -- | ---- | ------------------------------------- |
| Miami Heat | 2008–2009 | 82   | 43  | 39  | .524 | Délkelet 3. | 7   | 3   | 4  | .429 | Kiesett az első fordulóban (4–3)      |
| Miami Heat | 2009–2010 | 82   | 47  | 35  | .573 | Délkelet 3. | 5   | 1   | 4  | .200 | Kiesett az első fordulóban (4–1)      |
| Miami Heat | 2010–2011 | 82   | 58  | 24  | .707 | Délkelet 1. | 21  | 14  | 7  | .667 | Elvesztette a döntőt (4–2)            |
| Miami Heat | 2011–2012 | 66   | 46  | 20  | .697 | Délkelet 1. | 23  | 16  | 7  | .696 | Bajnok (4–1)                          |
| Miami Heat | 2012–2013 | 82   | 66  | 16  | .805 | Délkelet 1. | 23  | 16  | 7  | .696 | Bajnok (4–3)                          |
| Miami Heat | 2013–2014 | 82   | 54  | 28  | .659 | Délkelet 1. | 20  | 13  | 7  | .650 | Elvesztette a döntőt (4–1)            |
| Miami Heat | 2014–2015 | 82   | 37  | 45  | .451 | Délkelet 3. | —   | —   | —  | —    | Nem jutott a rájátszásba              |
| Miami Heat | 2015–2016 | 82   | 48  | 34  | .585 | Délkelet 1. | 14  | 7   | 7  | .500 | Kiesett a főcsoport-elődöntőben (4–3) |
| Miami Heat | 2016–2017 | 82   | 41  | 41  | .500 | Délkelet 3. | —   | —   | —  | —    | Nem jutott a rájátszásba              |
| Miami Heat | 2017–2018 | 82   | 44  | 38  | .537 | Délkelet 1. | 5   | 1   | 4  | .200 | Kiesett az első fordulóban (4–1)      |
| Miami Heat | 2018–2019 | 82   | 39  | 43  | .476 | Délkelet 3. | —   | —   | —  | —    | Nem jutott a rájátszásba              |
| Miami Heat | 2019–2020 | 73   | 44  | 29  | .603 | Délkelet 1. | 21  | 14  | 7  | .667 | Elvesztette a döntőt (4–2)            |
| Miami Heat | 2020–2021 | 72   | 40  | 32  | .556 | Délkelet 2. | 4   | 0   | 4  | .000 | Kiesett az első fordulóban (4–0)      |
| Miami Heat | 2021–2022 | 82   | 53  | 29  | .646 | Délkelet 1. | 18  | 11  | 7  | .611 | KIesett a főcsoportdöntőben (4–3)     |
| Miami Heat | 2022–2023 | 82   | 44  | 38  | .537 | Délkelet 1. | –   | –   | –  | –    | Folyamatban (jelenleg: döntőben)      |
| Karrier    | Karrier   | 1195 | 704 | 491 | .589 |             | 161 | 96  | 65 | .596 |                                       |